# Платт (округ, Небраска)
Округ Платт (англ. Platte County) — округ, расположенный в штате Небраска (США) с населением в 34 296 человек по статистическим данным переписи 2020 года. Столица округа находится в городе Колумбус.

## История
Округ Платт был официально основан в 1855 году, а совет уполномоченных провел свое первое заседание уже в следующем году.

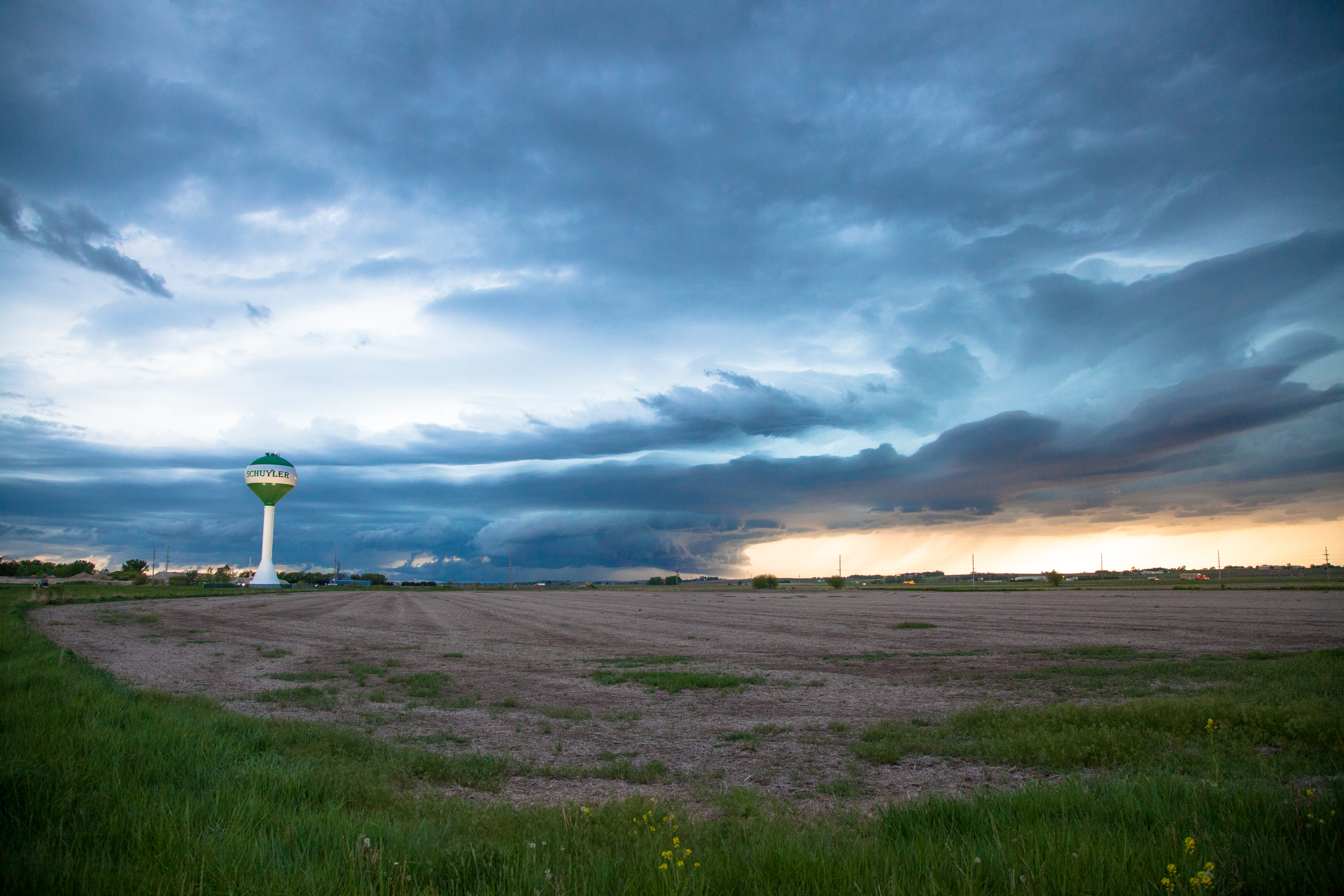
Скайлер

В начале 1860-х годов железная дорога принадлежащая компании Union Pacific Railroad достигла того места, где сейчас находится нынешний город Скайлер, в то время известный как железнодорожная станция Шелл-Крик (англ. Shell Creek). Три года спустя Легислатура Небраски разделила большой округ Платт на три меньших округа, одним из которых стал округ Колфакс. В 1870 году станция Шелл-Крик была переименована в Скайлер (ставший административным центром нового округа); названный так (как и сам округ Колфакс) в честь бывшего вице-президента США (1869—1873) Скайлера Колфакса.
В системе номерных знаков Небраски округ Платт представлен префиксом 10 (он занимал 10-е место по количеству транспортных средств, зарегистрированных в штате, когда система номерных знаков была введена в 1922 году).
В XXI веке Платт стал известен тем, что в округе был зарегистрирован первый предполагаемый случай заболевания COVID-19 в конце марта 2020 года. По состоянию на 3 октября 2021 года у каждого седьмого жителя округа был положительный результат теста на COVID-19, хотя 40 % жителей округа были вакцинированы.

## География
По данным Бюро переписи населения США округ Платт имеет общую площадь в 1785 квадратных километров, из которых 1756 кв. километров занимает земля и 29 кв. километров — вода. Площадь водных ресурсов округа составляет 1,60 % от всей его площади.

### Соседние округа
- Мадисон (Небраска) — север
- Колфакс (Небраска) — восток
- Бун (Небраска) — запад
- Стантон (Небраска) — северо-восток
- Батлер (Небраска) — юго-восток
- Нанс (Небраска) — юго-запад
- Меррик (Небраска) — юг
- Полк (Небраска) — юг

## Демография

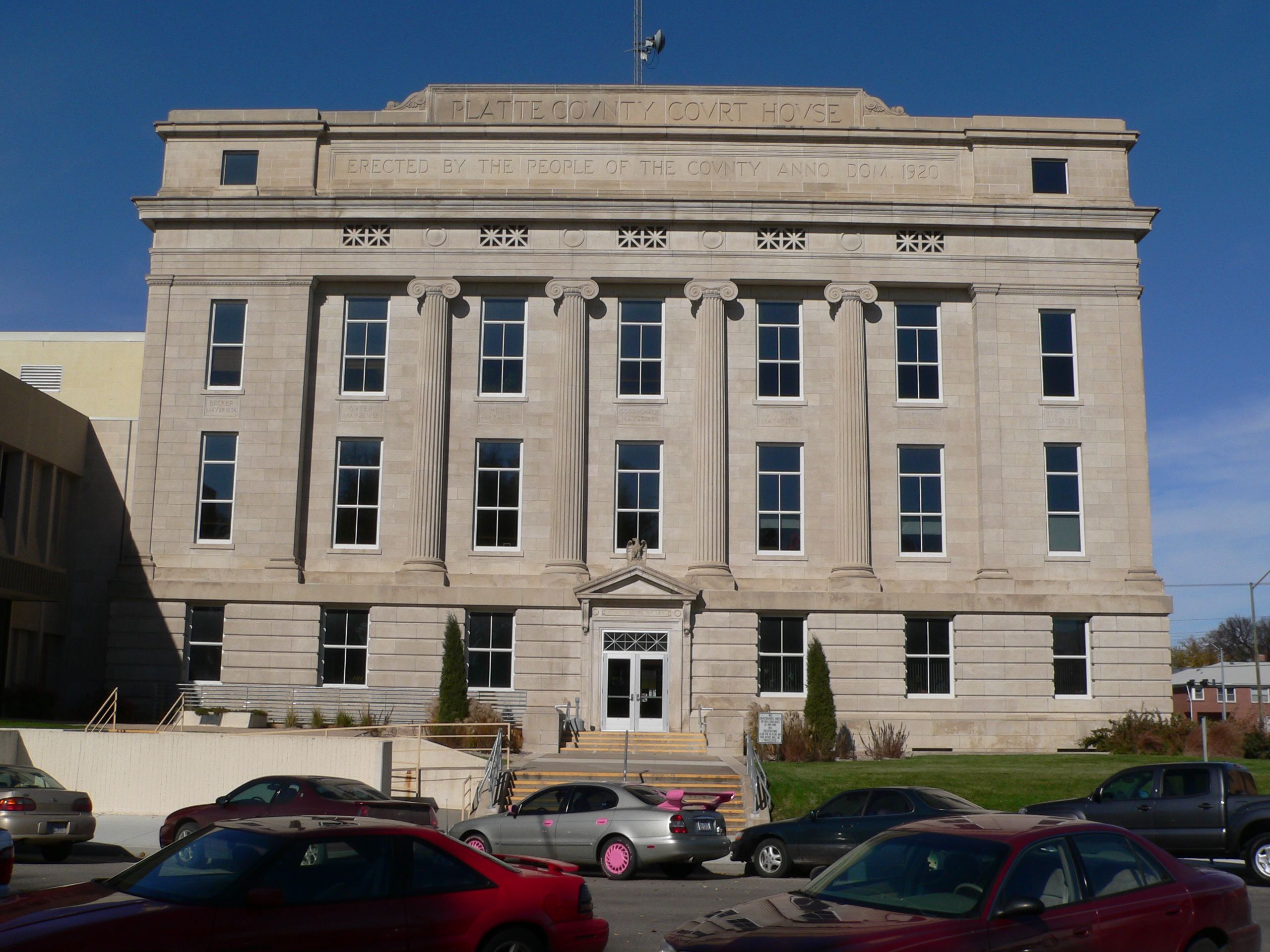
Здание окружного суда в городе Колумбус

По данным переписи населения 2000 года в округе Платт проживало 31 662 человека, 8465 семей, насчитывалось 12 076 домашних хозяйств и 12 916 жилых домов. Средняя плотность населения составляла 18 человек на один квадратный километр. Расовый состав округа по данным переписи распределился следующим образом: 94,29 % белых, 0,35 % чёрных или афроамериканцев, 0,28 % коренных американцев, 0,40 % азиатов, 0,03 % выходцев с тихоокеанских островов, 1,15 % смешанных рас, 3,49 % — других народностей. Испано- и латиноамериканцы составили 6,54 % от всех жителей округа.
Из 12 076 домашних хозяйств в 36,10 % — воспитывали детей в возрасте до 18 лет, 59,20 % представляли собой совместно проживающие супружеские пары, в 7,60 % семей женщины проживали без мужей, 29,90 % не имели семей. 25,90 % от общего числа семей на момент переписи жили самостоятельно, при этом 11,40 % составили одинокие пожилые люди в возрасте 65 лет и старше. Средний размер домашнего хозяйства составил 2,59 человек, а средний размер семьи — 3,14 человек.
Население округа по возрастному диапазону по данным переписи 2000 года распределилось следующим образом: 29,00 % — жители младше 18 лет, 8,10 % — между 18 и 24 годами, 27,50 % — от 25 до 44 лет, 21,60 % — от 45 до 64 лет и 13,80 % — в возрасте 65 лет и старше. Средний возраст жителей округа составил 36 лет. На каждые 100 женщин в округе приходилось 98,40 мужчин, при этом на каждых сто женщин 18 лет и старше приходилось 95,60 мужчин также старше 18 лет.
Средний доход на одно домашнее хозяйство в округе составил 39 359 долларов США, а средний доход на одну семью в округе — 47 776 долларов. При этом мужчины имели средний доход в 30 672 доллара США в год против 21 842 долларов США среднегодового дохода у женщин. Доход на душу населения в округе составил 18 064 доллара США в год. 5,40 % от всего числа семей в округе и 7,70 % от всей численности населения находилось на момент переписи населения за чертой бедности, при этом 9,00 % из них были моложе 18 лет и 6,80 % — в возрасте 65 лет и старше.

## Основные автодороги
- US 30
- US 81
- Автомагистраль 22
- Автомагистраль 39
- Автомагистраль 45
- Автомагистраль 91

## Населённые пункты

### Города и деревни
- Колумбус
- Корнли
- Крестон
- Дункан
- Хамфри
- Линдси
- Монро
- Ньюмен-Гров
- Платт-Сентер
- Тернов

### Тауншипы
- Бисмарк
- Берроус
- Батлер
- Колумбус
- Крестон
- Гранд-Прери
- Гранвилл
- Хамфри
- Джолиет
- Лост-Крик
- Луп
- Монро
- Окони
- Сент-Бернард
- Шелл-Крик
- Шерман
- Уолкер
- Вудвилл